# Bisdom Rayagada
Het bisdom Rayagada (Latijn: Dioecesis Rayagadensis) is een rooms-katholiek bisdom met als zetel Rayagada, in India. Het bisdom is suffragaan aan het aartsbisdom Cuttack-Bhubaneswar. 

## Geschiedenis
Het bisdom werd opgericht op 11 april 2016, uit delen van het bisdom Berhampur. 

## Parochies
Het bisdom had in 2020 een oppervlakte van 39.420 km2 en telde 6.490.170 inwoners waarvan 1,0% rooms-katholiek was.

## Bisschoppen
- Aplinar Senapati (11 april 2016 - heden)

Cuttack-Bhubaneswar (aartsbisdom) · Balasore · Berhampur · Rayagada · Rourkela · Sambalpur